# دنيس باول
دنيس باول (بالإنجليزية: Dennis Paul)‏ هو مهندس وسياسي أمريكي، ولد في 1961 في مقاطعة هاريس في الولايات المتحدة. حزبياً، نشط في الحزب الجمهوري. وقد انتخب عضو مجلس نواب تكساس.